# دنیس کالیبردا
دنیس کالیبردا (به آلمانی: Denis Kaliberda) (زاده ۲۴ ژوئن ۱۹۹۰ در پولتاوا) بازیکن والیبال اهل آلمان عضو تیم ملی والیبال آلمان و باشگاه یازچمبسکی ونگل است. پدر او ویکتور کالیبردا بازیکن سابق عضو تیم ملی والیبال اوکراین است. کالیبردا با تیم ملی آلمان مدال برنز والیبال قهرمانی جهان ۲۰۱۴ را به دست آورد.

## باشگاه
| باشگاه           | کشور    | از   | تا   |
| برلین            | آلمان   | ۱۹۹۹ | ۲۰۰۴ |
| المپیا برلین     | آلمان   | ۲۰۰۴ | ۲۰۰۹ |
| جنرالی اونتهاخین | آلمان   | ۲۰۰۹ | ۲۰۱۲ |
| کالیپو اسپورت    | ایتالیا | ۲۰۱۲ | ۲۰۱۳ |
| پیاچنزا          | ایتالیا | ۲۰۱۳ | ۲۰۱۴ |
| یازچمبسکی ونگل   | لهستان  | ۲۰۱۴ |      |